# 胡赫拉
50°12′30″N 34°48′45″E / 50.20833°N 34.81250°E

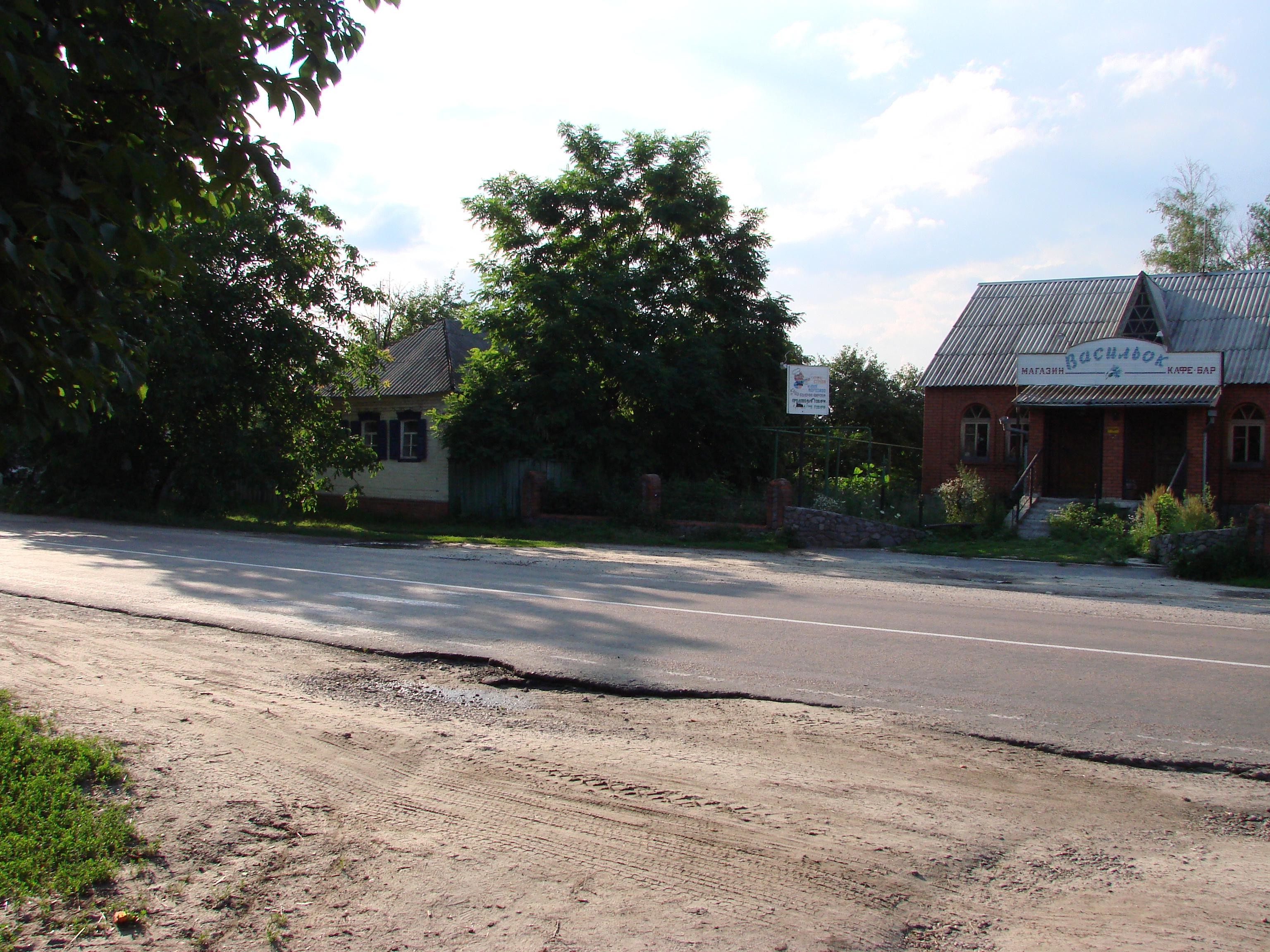

胡赫拉（羅馬化：Khukhra）是位於烏克蘭東北部的村莊，由蘇梅州奥赫蒂尔卡区的切爾內奇納市鎮負責管轄。該村始建於十七世紀，分別距離佩利夫卡1.5公里和盧蒂謝3公里，海拔高度110米，2001年人口2,069。